# Thlaspi armenum
Thlaspi armenum là một loài thực vật có hoa trong họ Cải. Loài này được nhà thực vật người Nga Nikolay Adolfovich Busch (Николай Адольфович Буш) mô tả khoa học đầu tiên năm 1906.

## Từ nguyên
Tính từ định danh giống trung armenum (giống đực: armenus, giống cái: armena) là tiếng Latinh, lấy theo tên gọi Armenia. Mẫu định danh thu thập gần Nakhchivan; khi đó là thị trấn trong huyện Nakhichevan, tỉnh Erivan (tên gọi cũ của Erevan) của đế quốc Nga.

## Phân bố
Loài này có trong khu vực Nam Kavkaz.

## Lưu ý
Brassibase và Euro+Med Plantbase không công nhận loài này mà coi nó là đồng nghĩa của Neurotropis platycarpa/Noccaea platycarpa.